# George Ritzer

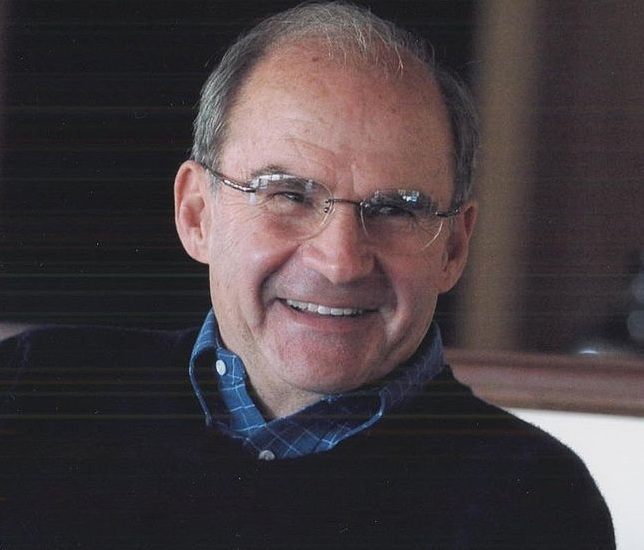
George Ritzer

George Ritzer (14 oktober 1940) is een Amerikaans socioloog, professor en auteur. Hij publiceert omtrent globalisatie, metatheorievorming, consumptiepatronen en moderne en postmoderne sociale theorievorming. Zijn meest bekende bijdrage is de ontwikkeling van het concept Mcdonaldisering waarbij hij verder bouwt op het rationaliseringsperspectief van Max Weber met het oog op de fastfoodindustrie. Naast het ontwikkelen van eigen theorieën heeft Ritzer ook verschillende algemene sociologische boeken geschreven zoals Introduction to Sociology (2012) en Essentials to Sociology (2014). Ritzer is momenteel professor aan de Universiteit van Maryland, College Park.